# 無人惑星サヴァイヴ
『無人惑星サヴァイヴ』（むじんわくせいサヴァイヴ）は、2003年10月16日から2004年10月28日までNHK教育テレビで放送されたテレビアニメ作品およびこれを原作とした漫画作品ならびにドラマCD作品である。

## 概要
NHKオリジナルアニメの第7作目である。これまでのNHKオリジナルアニメが基本的に1話完結型の構成をとっていたのに対して、本作は連続ものの構成となっている。キャラクター原案は江口寿史が担当。アニメーション制作はテレコム・アニメーションフィルムとマッドハウス。全52話。

## ストーリー
宇宙開発が盛んに進み、異常気象や地殻変動によって人が住めなくなった地球に代わり、コロニーと呼ばれる新たな生活圏で人々が暮らすようになった22世紀の時代。
コロニーの1つ、ロカA2の名門私立学校「ソリア学園」に転校した早々、学園の修学旅行で木星への惑星開拓の実習旅行に行く事になった少女ルナとペットのチャコだったが、宇宙船が重力嵐に遭ってしまう。ルナ達は船長の指示に従い、避難シャトルに避難するが、ルナ達のシャトルだけが母船から切り離されて重力嵐に飲み込まれてしまった。その影響で未開の宇宙空間に投げ出されるが、シャトルの機能に異常が発生した上にすぐ近くにあった青い惑星の重力圏に捕まってしまい、その惑星に突入することを余儀なくされる。
惑星は、かつて人々が繁栄を築いた地球と酷似していたが、巨大生物が徘徊する危険な星であった。こうして自分達のコロニーに帰る為の7人の少年少女と1匹のネコ型ロボットのサバイバルが始まるのであった。

### シナリオ
プロローグ（1 - 2話）
名門ソリア学園に転校してきた主人公のルナ。入学してすぐ内気な少女のシャアラと友達になり、反重力機械を使用するエアバスケットボールの試合などで、権力者の息子ハワードに加え、取り巻きの少年少女らと衝突する。また下校中、ハワードが悪友たちと共に無口な少年カオルを取り囲んでいる場面に遭遇する。その際トラブルを起こし火災事故が発生し、喧嘩を止めに入ったルナやシャアラも巻き込まれるが、機械好き少年のシンゴやカオルによって難を逃れる。その1週間後、楽しみにしていた修学旅行へと出発するが、ルナと生活しているネコ型ロボットのチャコがルナのリュックに潜入して付いてきていた。修学旅行の班分けにより、ルナとシャアラは、シンゴ、カオル、ハワード、生徒会長のメノリ、大柄な体格の少年のベルと一緒の班となる。目的地への航行中、宇宙船が突如出現した重力嵐に遭ってしまう。ルナ達は船長の指示に従い、万が一に備えて各班ごとに緊急避難用シャトルへと移動する。
孤島編
サバイバル編（3 - 13話）
ルナたちは避難用シャトルへ乗り込み、宇宙船はワープにより重力嵐から逃れるが、なぜかルナたちのシャトルだけがワープ直前に切り離され、重力嵐に飲み込まれてしまった。直後にどこかの宇宙空間へと放出されるが航行システムが故障。すぐ近くに現れた惑星の重力圏内に入ってしまい、航行不能となったシャトルは大気圏突入を強いられる。チャコによる航行システム解析とアドバイスにより無事突入に成功するが、辿り着いたのは危険な生物が多数生息し、自然豊かな未知の惑星だった。
シャトルと共に最寄りの陸地に流れついたルナたちは、日々の探索の中で水や食料を調達しながら少しずつ生活基盤を成立させていく。また地図作成のための探索により、近くに他の陸地がない孤島であることが判明。共同生活の中でルナは皆の推薦によりリーダーとして任命され、前向きに皆の主導をしていく。危険と隣り合わせの中でのサバイバルは安定した生活とまではいかず、また生活拠点がシャトルしかないことに皆それぞれ疲労が蓄積し、衝突も増えていく。ルナは島内に存在する巨大な湖「フェアリーレイク」とその湖畔に佇む「大いなる木」を、安定した食料と水の確保ができる場所として新たな生活拠点とし、「みんなの家」を建てることを提案する。
森の遺跡編（14 - 25話）
みんなの家も完成して孤島での生活に馴染んできた一行だが、帰る手がかりがないことで元気がなくなってきていた。そんな中、時折自分を呼ぶ謎の声が聞こえるようになったルナが「東の森に行きたい」と言い出すのであった。東の森を探索していると、明らかに人工のものと思われる巨大な遺跡を見つけた。その遺跡の中には異星人の少年・アルドゥラムギェット（アダム）がコールドスリープ状態にされ眠っていた。目覚めたアダムも仲間に加わり、メンバーは全部で8人と1匹となる。
アダムが目覚めたのと同時期に、遺跡上部より大量の赤外線反射物質が噴出し始め、その影響で徐々に島の気候は寒冷化し冬が訪れる。このまま寒冷化が進めば危険と判断したベルの提案により、通気性の高すぎる「みんなの家」を棄て、より保温性の高い洞窟「スターホール」に生活拠点を移すことになる。ベルの予想通り、島は猛吹雪が吹き荒れるほどの厳しい環境となる。シンゴとチャコは調査により、アダムの遺跡は惑星環境を改善するための「テラフォーミングマシン」であると推測し、過剰な赤外線反射物質の放出を止めるための実地調査を開始する。アダムの感情の昂りによって入り口が開き、ようやく進入することが可能となった。
脱獄囚強襲編（26 - 33話）
遺跡の通信機から発したSOS信号を受け取った船がいた。その船は恒星間輸送船オリオン号。これで帰れると大喜びのルナたちだが、アダムは浮かない表情をしていた。そんな中、オリオン号は海岸に不時着する。実はオリオン号はザンテ監獄から脱獄したブリンド―、ジルバ、ボブの脱獄囚3人組にハイジャックされていた。脱出ポッドでオリオン号から惑星へ不時着したオリオン号のメカニックであるポルトから脱獄囚の事を聞き、ポルトも仲間に加わり脱獄囚との戦いが始まる。
大陸編
旅立ち編（34 - 39話）
脱獄囚たちとの死闘の末、どうにか全員助かったものの遺跡と輸送船の両方を失い、希望を失いかけていた。そこでルナは「メインテラフォーミングマシンが存在する大陸に行ってみよう」と言い出す。爆発の影響で壊れた遺跡と輸送船から使えるものを利用して船を完成させる。仲間の1人であるポルトを宇宙病で失って悲しみに暮れる中、全員生きてコロニーに帰る事、その為には宇宙船があるかもしれない大陸を目指して出発する。
横断編（40 - 44話）
無事に大陸に到着したルナたち。しかし、アダムが突然高熱に浮かされて、最も近いテラフォーミングマシンの場所へと向かうのだが、球形の小型ロボット・ドローンが攻撃してくる。ルナが語りかけるが、ドローンからは「人間は必要ない」と一蹴される。ルナ達は連携してそのロボットを倒し、テラフォーミングマシンに潜入する。マシン内部にはメンテナンスロボットがいて、そのロボットを介してルナに語りかけたものは、メインコンピューター・サヴァイヴだった。サヴァイヴからこの惑星の歴史を伝えられる。サヴァイヴが見せた映像の中にアダムの両親がいて、アダムの生まれがこの惑星であることが判明する。ウィルスナノマシンを作っていた部屋があり、そこでウィルスナノマシンによって高熱状態のアダムを治す。宇宙船があるかもしれないメインコンピューターを目指して出発するが、オリオン号と逃げ遅れたシャアラ、そして彼女を助けようとしたハワードが砂漠の流砂に巻き込まれる。シャアラとハワードを失い、悲しみに暮れながらも、メインコンピューターの母船に辿り着いた。
サヴァイヴ編（45 - 52話）
メインコンピューター・サヴァイヴが待ち構える母船にたどり着いたルナたちは、ドローンに追われる中、アダムの名を呼ぶロボットのツァルコン（タコ）と出会う。タコによりルナ達はアダムの両親からの映像、そしてアダムの両親の遺体を見せられる。
タコも仲間に加わり、食料探しに行ってドローンに襲われるが、流砂に巻き込まれたはずのハワードとシャアラが現れた。2人は流砂に巻き込まれたが、その下は地下水道になっていてそこから流れて助かったのだが、サヴァイヴによってナノマシンで操られていた。操られたハワードとシャアラによって拠点である安全施設を放棄することになってしまい、妨害に遭いながらもサヴァイヴのいるメインコンピューター中枢まで辿り着く。サヴァイヴによってアダムを人質に取られて危機的状況に陥るが、ルナの能力、そして仲間の力でハワードやシャアラがサヴァイヴの洗脳から解放されて元に戻る。
サヴァイヴは惑星の危機を陥っている事を知らせ、この星を救う為にルナ達を利用しようとドローンで脅迫するが、この星で何が起こっているのか調べたいというルナ達の申し出を渋々受ける。当初は不審な行動を起こせば処分すると言っていたが、ルナ達人間の想像力、そしてこの星を救おうとする姿勢を目の当たりにしてサヴァイヴも協力的になる。
調べていく中、千年前の地殻変動、そして現在この惑星で起こっている異変の原因は重力嵐だと判明する。宇宙船で重力制御ユニットを放出して重力嵐を打ち消すことでこの惑星を救えるが、この惑星には他に宇宙船や高性能の重力制御ユニットはない。星を助けるか、コロニーに帰るか、どちらかにしか宇宙船は使えない為、ルナ達は究極の選択を迫られる。最終的に星を助ける為に動くことで満場一致する。
そして、この星の存亡をかけてルナ達の最後の戦いが始まる。重力嵐を消滅するには至らなかったが、重力嵐の軌道を変えることで惑星に重力嵐を突撃せずに済み、星を救った。流浪の民となった惑星の人達が戻り、ルナ達はアダム、タコ、この惑星の人達と別れて、惑星の人達から貰った宇宙船でコロニーに帰還した。
後に惑星はシャアラによって、「惑星サヴァイヴ」と名付けられる。
惑星から帰還した10年後、ルナ達はそれぞれの道を歩んでいた。

## 登場人物

### メインキャラクター
コロニー・ロカA2の名門私立学校「ソリア学園」の生徒7人と1匹のネコ型ロボットが惑星に遭難する。物語中盤（18話）から異星人1人が加わり全部で8人と1匹がメインで物語は進行する。
ルナ
声 - 岩居由希子
本作の主人公。火星出身。14歳。
母親を6歳の時に宇宙病で、父親を8歳の時に事故で亡くしており、ネコ型ロボットのチャコと二人暮らし。両親がすでに他界し、苦学生という立場ではあるものの、常に明るく前向き、社交的で活発的な性格の持ち主である。父親と同じ惑星開拓の技師（惑星に手を加え、人の住める環境に作り変える職業）になる事が夢。父の形見のリュックサックを所持しており、とても大事にしている。ハワード財団の奨学金制度を勝ち取り、コロニー・ロカA2の名門私立学校「ソリア学園」に転校。間もなくの修学旅行で重力嵐に遭い、無人惑星に流されてしまう。
サバイバル生活では、率先して積極的に行動し、リーダーとして皆をまとめる。道徳心が高くバランス感覚に優れているため、なにかと反目する事の多い仲間たちの公正な仲裁役、また精神的支柱としても遺憾なくリーダーシップを発揮した。なお、サバイバル生活序盤から少しずつではあるものの、不思議な力を見せるようになり、それが今回の物語に深く関わってゆく。後にそれが体内のナノマシンの影響であることが判明するが、フェアリーレイクの水に触れているとそれを通じて声を聞いたり、同時に水に触れている他人や動物の感情・記憶を感じ取ることができる。また同じく体内にナノマシンを持つアダムとはテレパシーでの会話もできるが、距離に限度はある。大陸に行く上でリーダーとして不安になることもあったが、ポルトからは「仲間がいるからひとりで背負い込むな」と声をかけられて元気を取り戻す。
惑星から帰還した10年後、惑星開拓技師としてチャコと共に地球の環境改善に尽力。髪型はロングヘアに変化。
チャコ
声 - 小飯塚貴世江
主人公のルナと生活しているネコ型ロボット。
前の主人に捨てられ、スクラップとして廃棄されかけていたのをルナの父親に拾われた。旧式のロボットペットだが、映像の記憶・再生機能やセンサー、機械へのジャックイン機能などを持つ。メンタリティーは女の子。関西弁で話す。本来は修学旅行に連れて行ってもらえないはずの彼女だが、ルナのバッグに潜り込んでルナと修学旅行を共にしたため一行ともども無人惑星に漂着することになる。無人惑星生活においてはシンゴと共に器械や電子的な方面で頻繁に技能を生かし、また、未知の植物や果物の成分を科学的に分析する事が唯一可能なため、いわば「毒味役」としても活躍した。ポルトからは「見かけと違い優秀」だと評されている。
なお、前の主人と生活していた時は、現在のチャコという名前とはまた別の名前があったが、本人はその名前を嫌っていたため、ルナと出会った際に彼女にチャコと命名された。
51話の絵コンテでは当初、宇宙嵐を止めるための出発前夜、カオルとルナがいい雰囲気で話していた所を、隠れてシンゴ・タコと共に見て「なんでそこでチューせんねん」と呟くも、ルナに見つかり退散するというシーンがあった。
惑星から帰還した10年後、惑星開拓技師になったルナと共に地球の環境改善に尽力する。
メノリ
声 - 安藤麻吹、浅井清己（幼少期）
ソリア学園の生徒会長。14歳。
フルネームはメノリ・ヴィスコンティ。性格は真面目で努力家で成績優秀にしてスポーツも万能。名家の出で父親は宇宙連邦議員。幼い頃から人の上に立てるように厳しく教育されてきたため、幼少の頃に母を亡くした際も、家の立場として感情をあらわにすることもできず、自他に厳しく何よりも規律と秩序を重んじるようになった。
遭難当初は生徒会長として実質リーダーの役割を担っていたが、感情を抑えて命令口調になってしまい、あくまで高圧的に規律やルールを遵守させるメノリの方針は仲間たちの反感を買う事も多かった。結果的にリーダーには改めて求心力・協調性で勝るルナが選ばれ、ルナがリーダーになってしばらくはルナの方針にしばしば反発する姿を見せたこともあった。しかしリーダーシップや決断力に優れていることは確かであり、ルナと共に行動指針を提案したり、周囲の意見や状況に流されず、反感を買っても自身の意見をはっきりと言う傾向がある。
幼少から習っているヴァイオリンの腕はプロ並。母は音楽を愛する人物であり、彼女の所持するヴァイオリンは母の形見である。「指を大切に」という母の言葉を重んじるあまり、当初は無人島での力仕事をためらって反感を買うこともあった。13歳の頃にヴァイオリンを通じて初恋の経験があった事がドラマCDなどで語られている。修学旅行の際にヴァイオリンを持ち歩いていたため、サバイバル生活においてもヴァイオリンを大事に隠しておいたり、生活拠点を移動する際には必ず共に移動している。誰にも触れさせないほど大切にしているため、それを知ったハワードから悪戯を受ける事もあった。
厳格すぎる性格であったが、無人島生活の中で徐々に仲間と打ち解けていき、時折滑稽な表情や仕草を見せる事もあるなど精神的にも余裕が出来ていった。アダムとは最初に名前を呼ばれる等懐かれ、最初は年下の子供から慕われる経験がなかったため戸惑うが、自分なりにヴァイオリンを通じて仲良くなっていった。ポルトからは「賢くて勇気があり、皆から頼りにされているが、たまには気を抜いてもいいぞ」と評されている。
惑星脱出前、アダムに自身のヴァイオリンを平和と交流のシンボルとして譲る。
惑星から帰還した10年後は、宇宙連邦議員の父の秘書となる。口紅の似合う妙齢の美人へと成長。
最終回の絵コンテでは当初、10年後は結婚し、4歳の女の子（アダムの子ではないがアダム似）と自分に似た男の子が生まれた様子が描かれていた。
シャアラ
声 - 木下菜穂子　
ソリア学園の生徒。転校早々のルナの初めての友達であり、親友。14歳。
ルナとは初対面で馬が合い、ハワード達が起こした火災事故で絶体絶命のピンチに陥った際、ルナに命懸けで助けられた事で親友となる。
趣味は読書と私小説の執筆であり、特に文学やファンタジー小説を愛好している。そのためか感受性や想像力が人並み外れて豊かで、何かに名前を付ける事が得意。だが一方で過度にロマンチックな夢に耽る事も多く、繊細さゆえかマイナス思考に陥りがちな所もある。ハワードやチャコ曰く「メルヘン少女」。最年少のシンゴに次いで小柄であり運動神経は鈍く身体能力も低いが、炊事や裁縫などの家事全般は得意で、ルナには一番上手と言われている。
思いやりのある穏和な性格だが、昔から自分の世界に閉じこもってばかりで友人も少なかった。ルナへの依存心が強く、心配性で引っ込み思案であり、ピンチに陥ると何もできずにただ泣く事も多かったが、サバイバル生活を通じて徐々に逞しく成長してゆく。脱獄囚との対決では、とっさに何の予備知識も練習もなしにパワーローダーの操縦をしたことがある。その為、ポルトからも「自分で思っているよりずっと強い子」だと評されている。
優しいベルに対しては好意を抱いていたが、ベル本人に気付かれることはなかった。
惑星脱出の際、惑星に「サヴァイヴ」と名付ける。帰還した10年後は惑星での経験を元に小説家となる。活発的な印象の女性へと成長。
ハワード
声 - 石田彰
ハワード財閥の御曹司の少年。ソリア学園の生徒。14歳。
自己中心的でわがまま、お喋りな性格のお調子者のナルシスト。手鏡と櫛を常に所持しており、身だしなみにはそれなりに気を使っている。恐慌状態になると父親に助けを求めて絶叫するクセがある。
コロニーの有力者を父に持つ立場を利用してやりたい放題しており、学園内では自分に従う人間を集め、グループを率いては身勝手の限りを尽くしていた。ベルを、彼の父が自身の財閥の会社に勤めているという弱みに付け込み従わせていた。そのような性格をしているためカオルから軽蔑されており、そのためカオルを集団リンチしようとした事すらあった。結果としてカオルには一蹴されてしまうが、死傷者が出てもおかしくないような火災事故まで起こしている。
サバイバル生活の中でも相変らずで、ベルをいいようにこき使う一方で自分自身は役立たずで足手まとい。加えてその性格と悪知恵から度々問題を起こすトラブルメーカー。だが、サバイバル生活の中ではルナたちと衝突する事は多かったものの、やがて友情が芽生え、過去の自分には心から笑いあえる友がいなかった事に気付く。またブリンドー達脱獄囚3人組に捕まった時には、性急であり失敗したものの脱獄囚相手に一人交渉しようとする胆力を見せる。彼らに「仲間を裏切ればお前だけ助けてやる」と誘われてもキッパリ拒否するなど、本質的には悪人では無い。ルナ達による救助の際、ジルバの毒にやられて昏睡状態だったが、ポルトが持参していた解毒薬で一命をとりとめる。
実は彼が避難シャトルの操縦席にある脱出装置を押した為、宇宙船から避難シャトルが切り離された。その為、今回の無人惑星に漂着する原因を作った張本人である。
脱獄囚との戦いの中で自分の孤独に気付き、自分が無人惑星に漂着する原因だったことを吐露したハワードは改めてルナたちの親友として迎え入れられ、ムードメーカーとして欠かせない存在となっていく。ポルトからも最初はしょうがない甘ったれかと思われていたが、「どこか憎めず、おまえがいると笑いが絶えない」と評されている。
基本的にお調子者であるが、人間的にも大きく成長し、落ち込んだルナを女装して芝居で励ましたり、窮地に陥ったシャアラを身を挺してまで助けようとするまでに至っている。
惑星から帰還した10年後は、容姿も性格も大きな変化がなく、相変わらずのお調子者と言った様子だが、映画俳優として大成功を収めている。
最終回の絵コンテでは当初、10年後は「失恋記録258人目更新中」で落ち込み、酔っている姿が描かれていた。また、脚本では当初、ハワードとシャアラの結婚式の写真がルナ達の元に届く様子が描かれていたが、シャアラ好きな監督の意向により変更されたという。
シンゴ
声 - 皆川純子
ソリア学園の優等生。実は2年飛び級で学園に編入された天才少年。12歳。
実質小学6年生でありながら、数学や物理、化学のどれを取っても申し分がないと言われるほどの天才であり、頭脳明晰で成績優秀。天才少年ではあるが、性格的には快活で年齢相応に子供らしい部分もあり、年上が相手でも痛烈な発言をするませた一面も持つ。しかし、同年代のクラスメートがいない事や才能へのやっかみからクラスでは浮いた存在にもなっていた。かなりの機械好きであり、メカの分解や修理が得意で手先が器用で、元々在籍していた学校では他のクラスメイトからも尊敬されていた。第46回ロボット・コンテストで優勝経験がある。家族に両親の他、弟と妹がいる。弟や妹の友人と遊びに出かけるなど子守を任されていたこともあるらしい。
ロボットであるチャコや後に出会う事となるポルトとは理数系の知識があることで非常に仲が良く、特にプロの技師であるポルトとは師弟関係ができるほど。ポルトからは「修行が必要だが、立派なメカニックだ」と評されている。大陸への出発前日にポルトから工具ベストを譲り受け、以降は上着の代わりにそれを常に身につけている。
サバイバル生活の中でその頭脳と技術力で活躍する事が多かったものの、メンバーの中では最年少である事と家族と離れ離れになった事で孤独を感じ、挫ける姿も見られた。また通信機の修理、オリオン号設計・建造など重要な役割を担うことが多く、それ相応に自負と皆の命を預かる責任感を持っており、ルナが船から海へ落ちて行方不明になってしまった時や、ハワードとシャアラが船ごと流砂に飲み込まれてしまった際には誰よりも取り乱していた。しかし仲間との強い絆を得て、逞しく成長してゆく。なお、サバイバル中に13歳の誕生日を迎えていた事がドラマCDなどで語られている。
惑星から帰還した10年後は惑星間探査船のメカニックとなる。師のポルトから譲り受けたメカニック用ベストをいまだに愛用している。顔形はあまり変化がないが、青年へと成長。
放送中盤のアイキャッチでも、大陸編以降はポルトのベストを身に着けた立ち絵に差し替えられている。
カオル
声 - 真殿光昭　
ソリア学園の生徒。過去の一件からロカA2に足を運び、ソリア学園に通学している。14歳。
クールな二枚目ではあるものの、無愛想で口数の少ない朴訥とした性格で、その少ない会話ですら冷淡で突き放したような語り口が多いため、周りには冷たい印象を与える。過去を誰にも語ろうとせず、学園のクラスメートの誰とも親しもうとしない。学園では成績優秀であると共に運動神経も抜群で、バスケットボールなどのスポーツにも長けている。お喋りで身勝手なハワードとは馬が合わず、ハワードの言動に皮肉交じりの挑発をする事もあった。また、護身術や格闘術などにも長け、手先も器用で様々な道具を作製するなど、卓越した生存能力を持つ。その一方で自分の怪我を無視しようとするなど、どこか自身に対して捨て鉢になっている、死にたがっているかのような危険をかえりみない無茶な行動も見られる。学園でも今回のサバイバル生活の中でも単独行動を取る事が多いが、冒険や生活の中で彼なりに打ち解けていった。
ソリア学園に入る前、アストロノーツ（宇宙飛行士）養成学校の生徒だった過去を持つ。常に優秀な成績を残しており、彼がスポーツや戦闘術に長けていたのも養成学校の訓練によるものだが、同じ養成学校の生徒のルイにはいつも届かず、常に成績はナンバー2であった（優秀な彼が初めて負けた経験をした）。そのルイへの対抗意識からルイと宇宙での共同実習中に自分の判断ミスで事故を起こし、結果的にルイを死なせてしまう。それが原因で養成学校内で疎まれるようになり、彼は養成学校を自ら去った。ルイを死なせてしまったこと、ルイが最後に遺した言葉が分からなかったことがトラウマとなり、その後も自らを責め続け、結果的に自分の命をかえりみない危険な行動にも繋がっていた。
命をかえりみない自分の身を心配してくれたルナに次第に心を開き、23話にて、雪の中での狩りで遭難しかけ救助に来たルナと二人になって野宿した際に、彼女に自身のルイとの過去を語る。話を聞いたルナがルイの最期の言葉は「生きろ」だったのではないかと言うと、カオルはようやくルイの最期の言葉を理解し、自分を縛っていた心の呪いからようやく解放された。これらの出来事がきっかけでルナに好意を抱くようになったのか、40話にてベルがルナに告白したことを聞いたときには思わず力を入れすぎて魚を刺した串を二度も折るなど静かながらも珍しく大きく動揺した様子を見せた。
ポルトからは「クールでかっこいい二枚目で、自分の若い頃にそっくりで、もっともっといい男になる」と評されている。
惑星から帰還した10年後は、宇宙飛行士となる。容姿は髪型がやや短くなり、好青年へと成長。
ベル
声 - 高瀬右光、津村まこと（5歳時）
ソリア学園の生徒。漂流メンバーの中では最年長である。冥王星のコロニー出身。16歳。常に閉眼しているように見える「糸目」だが、驚いた時などに瞳が描かれることがある。
大柄な体格で力持ちだが穏和な性格の持ち主。しかし、父親がハワード財閥系の会社に勤めている事と、自分に自信を持てずにいる事で、ハワードから子分のような理不尽な扱いを受け、ハワードの取り巻きからも虐げられている。カオルとは相性が良く、サバイバル生活では行動を共にする場合が多い。あまり他者をアテにしないカオルに意見を求められる事などもあった。また、自分に真摯に向き合ってくれるルナを想う一面を見せてもいた。
惑星開拓の作業員として働いていた父に連れられ幼少より未開拓の星を巡っていた為、サバイバル知識は豊富。自然の厳しさにも精通しており、知識のみならず実践力も備えている。生命の在り方や生きる事に対して強い信念を持っており、「自然」という事象を現実的に理解している唯一の人物。仲間を救おうとする時の馬力は凄まじく、何倍もの大きさの大海蛇を押し戻そうとしたり巨大な朽ち木を投擲したりと大柄な体を活かしてカオル以上の戦闘能力を発揮し、また自らの身を省みない突貫的行動に出る事もある。サバイバル生活を通して、何かにつけて自信を持てない自分のコンプレックスを乗り越え成長していく。
ポルトからは「ベルの強さと優しさが、どれだけか分からないがみんなの救いになっている」と評されている。
惑星から帰還した10年後は惑星開拓技師となる。容姿にはほとんど変化はない。
アダム / アルドゥラムギェット
声 - 奥島和美
島で発見された、東の森の遺跡の内部でコールドスリープしていた異星人の少年。3歳の時にコールドスリープ状態にされていた。見た目や精神年齢はシンゴよりも幼い。大人しいが素直で「アダム」という名はハワードが命名したもので、本名は「アルドゥラムギェット」。ルナ達が東の森を探索時に遺跡の中で発見して、コールドスリープから目覚めて、ルナ達の仲間に加わる。
ルナとは体内のナノマシンを用いたテレパシーでの会話ができ、限度はあるが多少離れていても連絡し合って連携をとれる。この能力によって遺跡の扉を開いたり、巨大ロブスターを操ることもできるが、感情の昂りに比例してその強度も増す。1000年間眠っていたために当初は体を満足に動かせず、言葉も話すことができなかった。仲間に加わってから少しずつ社会性を学び、幼いながらも皆と協力してサバイバル生活に慣れていく。しかしそれと同時に、ルナ達がコロニーに帰ってしまい独りぼっちになるのではないかという不安を抱くようになり、その気持ちを吐露することも少なくない。当初からコロニーに帰ることを目的としているルナ達と違い、自身の生まれた星や行方の知れない両親のことを探るという目的意識を持つようになる。
大陸編において、この惑星の大陸で生まれたことが判明する。両親によって、遺跡と共にサヴァイヴの手が及ばない孤島へ送られてコールドスリープされていた。
惑星の危機が去った後、アダムと同じ惑星の人達（流浪の民となった）やタコと共に惑星に残る。コロニーに帰還するルナ達と別れる時、メノリから自身のヴァイオリンを平和と交流のシンボルとして託される。

### サブキャラクター
登場数は少ないが、ルナ達の味方になるものたち。オリオン号のメカニック、メンテナンスロボット、メインコンピューターも登場する。メインコンピューターであるサヴァイヴは当初敵対するが、最終的には味方になる。
ポルト
声 - 塚田正昭
恒星間輸送船オリオン号のメカニック。
とあるコロニーに立ち寄ったところ、ブリンドー等脱獄囚3人組に搭乗していたオリオン号をジャックされてしまう。その折にオリオン号は重力嵐に巻き込まれ無人惑星に漂着し、ポルトは脱出用ポッドで機外に脱出したところをルナ達に救助される。ルナ達の仲間に加わり、ジルバの毒にやられたハワードを、持参していた解毒薬で助ける。メカニック志望のシンゴとは馬が合い、短期間の内に師弟関係が築かれる。無人惑星生活でルナたちが接した唯一の友好的な大人であり、技術的なことはもちろん、何かと不安定な年頃のルナたちを励まし勇気づける保護者的な存在となった。ただし基本的には冗談好きでとぼけたところもあり、あくまでルナたちの「仲間」として行動を共にした（ルナ達もポルトのことを大事な仲間の1人だと思っている）。自らの技術者としての経験には高いプライドを持っており、その点に関してだけは少々頑迷な面を見せる事もあった。
ファーロという息子がいたが、過去の宇宙船での事故で行方不明（正式には死亡）となっており、妻も息子がいなくなる前に亡くしている。なお、オリオン号の名前の由来はギリシア神話のオリオンから名付けられたもので、本人はそれをとても気に入っていた。
実は宇宙病という持病を患っており、もう長くは生きられないと悟った為か、脱獄囚達との死闘後はなるべく寝ないで生活し、亡くなる最期までルナ達には持病のことを話さなかった。
ルナ達のこと1人1人を励まし、新生オリオン号の完成を見届けたその日、ルナ達と共に「みんなのいえ」で過ごす。その夜、自身の自慢のメカニック用ベストをシンゴに譲り渡して、ルナ達は最高の仲間という言葉を残して宇宙病で眠るように息を引き取る。死後、島の「みんなのいえ」に彼の墓が立てられた。
オープニング曲の映像は物語中盤頃に変わり、新生オリオン号が飛行するシーンが加わり、飛行時に彼の姿がある。
『無人惑星サヴァイヴ スペシャル2』でルナ達はコロニーに帰る直前に墓参りに訪れたことが語られている。
タコ / ツァルコン
声 - 坂東尚樹
アダムの両親に命じられ、惑星を司るメインコンピュータ施設の中の安全施設をメンテナンスするロボット。手足が伸び縮みする。マイペースでお茶目な性格。メインコンピュータ施設を行動拠点としているが、人類に与しているためにサヴァイヴやドローンからは敵性と扱われており、見つからないように移動する自分だけの隠し通路がある。タコという名はチャコが命名したもので、正式名は「ツァルコン」。チャコにより会話できるよう言語変換される。ちなみに言語変換前のタコの喋る言語（＝惑星サヴァイヴの人々が使っていた言語）は、普通の言葉の逆さ読みになっている。アダムの両親の命令で、ルナ達を助けて、アダムの両親からの映像、そしてアダムの両親の遺体を見せる。その後もルナ達が惑星から脱出する最後まで協力する。
『無人惑星サヴァイヴ スペシャル2』で登場するポルトの墓での記念写真はルナ達がコロニーへ帰る直前のものだが、撮影者と思しきタコの手が写りこんでいる。
惑星の危機が去った後、アダムと流浪の民となった惑星の人達と共に惑星に残る。
サヴァイヴ
声 - 大木民夫
惑星のテラフォーミングの全てを管理する、巨大宇宙船に搭載されたメインコンピュータ。環境悪化により絶滅の危機に瀕した人間に「惑星の環境を元に戻せ」という指示を与えられたが、後に「環境破壊の元凶は人間」という結論に至り、ウィルスタイプのナノマシンを散布し、人間を絶滅に追いやる。僅かに生き残った人間が去って1000年経った現在も方針は変わらず、アダムの両親によって施された防壁によって彼や島には危害を加えられないようにされていたものの、彼が目覚めたことで保護の力がなくなり、排除しようと画策する。もちろんルナ達も例外ではなく、遺跡のテラフォーミング機能を利用して島の気候を冬にしたり、大陸ではドローンを使って襲い掛かってくる。その後、ルナの不思議な力に目を付け、取り込んで進化することを目論み、シャアラとハワードをナノマシンで操り、密かにその力の解析を始める。
直後、星に再び危機が訪れ、ルナたちの力を借りることになる。当初はルナ達を利用しようとドローンで脅迫したり、不審な行動を起こせば処分するつもりだったが、ルナ達人間の想像力、そしてこの星を救おうとする姿勢を目の当たりにして協力的になる。
彼らに星を救われたことにより、人間の持つ可能性に希望を見いだし、人間に星の未来を託して消滅する。
後に惑星はシャアラによって、彼の名を取って「惑星サヴァイヴ」と名付けられる。

### その他のキャラクター

#### 家族・友人などの関係者
メイン・サブキャラクターの家族、友人、学校などの関係者について記載。
ルナの父
声 - 浜田賢二
惑星開拓技師。何もない惑星に「命の木」を植えることの誇りや命の大切さを娘に説いたが、一方で好き勝手に人類の都合の良い環境に変えるのは傲慢な考えではないかという板挟みの苦悩を持っている。優しい人柄で、母を失って泣いてばかりいたルナのために廃棄寸前だったチャコを修理して友達として連れてきた。しかし後に自身もコロニーでの爆破事故に巻き込まれ、チャコと幼いルナを避難カプセルで逃がし亡くなってしまう。その際の遺言である「この先どんなに苦しいことがあっても生きるんだ」という言葉は今もルナの心に深く刻み込まれている。
ルナの母
声 - 岡村明美
回想に登場。ルナが幼い頃に亡くなっている。
アダムの両親
声 - 江川大輔（父）、岩本裕美子（母）
かつて惑星サヴァイヴが地殻変動などにより人の住めない惑星と化しつつあったとき、テラフォーミング技術により環境を回復させるために惑星に残った人々の一員。テラフォーミングの知識で同志と共に環境回復に取り組み、1000年かけて環境を回復させる目処をつけた。しかし、人類を不要と判断したサヴァイヴの攻撃により悪性ナノマシンを埋め込まれたため、当時3歳だったアダムを助けるためにテラフォーミングマシン内でコールドスリープさせ、自分たちの意思をコピーした精神防壁と共にサヴァイヴの手の届かぬ孤島にアダムを送った。
その後、サヴァイヴから主導権を取り返すべく戦ったものの勝てず、隔離エリアを作った後に悪性ナノマシンにより死亡した。
遺体は同志と共に、隔離エリアの奥に安置されている。彼らの意思は島にやってきた者をアダムの遺跡まで導くようプログラムされており、フェアリーレイクに落ちたルナの存在を水を通じて感知し、体内にナノマシンを侵入させた。ルナが幾度か聞いた声はこのシステムによるものである。サヴァイヴからアダムを守っていたシステムは彼が覚醒したことで停止し、サヴァイヴによるテラフォーミングマシンへの干渉を許したために冬が訪れた。
メノリの父
声 - 小形満
第11話の回想シーン、コロニーに帰還時に登場。宇宙連邦議員でとても厳格な人物。「ヴィスコンティ家の人間は皆の模範になるように」という持論を持つ。幼いメノリにも多くの人の上に立つ者として「周囲の人と不必要に馴れ合わず、感情を表に出してはならない」という一般市民とは異なる価値観を持つよう厳しく教育しているが、娘に対する愛情は本物。
メノリの母
声 - 園田恵子
第11話の回想シーンのみ登場。夫とは逆に娘への思いやりの強い母性あふれる人物。娘の努力する姿を暖かく見守っていたが、メノリがまだ幼いころに死別してしまう。
シンゴの父
声 - 小上裕通
第16話の回想シーン、シンゴがコロニーに帰還時に登場。登場。顔立ちはシンゴと似ている。大らかな印象の人物で、家族総出でシンゴの参加するロボットコンテストを観戦していた。
シンゴの母
声 - 増田ゆき
第16話の回想シーン、シンゴがコロニーに帰還時に登場。
シンゴの弟
声 - 黒田弥生
第16話の回想シーン、シンゴがコロニーに帰還時に登場。
シンゴの妹
声 - 椿理沙
第16話の回想シーン、シンゴがコロニーに帰還時に登場。家族の中で唯一、眼鏡をかけていない。
ベルの父
声 - 楠見尚己
第26話の回想シーン、ベルがコロニーに帰還時に登場。ベルとは顔立ちが似ているが常に目が開いている。惑星の鉱物資源を発掘する仕事をしており、家族とともに常に冬の寒さに覆われる惑星に引っ越して働いていたが、3ヶ月経ったころに急激な寒波がやってくることをいち早く察知する。人々の暮らす施設のライフラインを補強すべきと主張したが他の従業員の反発を受け、勤務時間外に単独で水道や暖房システムの補強に努めた。彼の予感が的中し一週間も猛吹雪が続く大寒波が到来するが、自身の努力のおかげでライフラインは正常に機能し続け、家族や従業員達の命を救った。この出来事は現在のベルにも少なからず影響を与え、父は尊敬とともに憧れの対象となっている。
ベルの母
第26話の回想シーン、ベルがコロニーに帰還時に登場。ベルと同じく糸目。台詞はないが幼少の息子と共に夫を見守るなど慎ましい印象の人物。
シャアラの父と母
シャアラがコロニーに帰還時に登場。
カオルの父と母
カオルがコロニーに帰還時に登場。
ハワードの父と母
ハワードがコロニーに帰還時に登場。ハワードの父親はハワード財閥の有力者。ルナ曰く、1,2話のハワードが起こした事故は父親が裏から手を回してうやむやにしたらしい。ハワードの帰還時は彼の抱き着きには驚いている。ハワードの髪の色は母親似である。
ファーロ
声 - 加瀬康之
ポルトの息子。第35話の回想シーンのみ登場。
とあるコロニーで父と一緒に整備工場を営んでいたが、メカニックになりたいという夢を持っており、それに反対する父と喧嘩別れしてしまった。その後、最新型開拓船の事故により死亡。ポルトがメカニックに転身する出来事となった。
ルイ
声 - 石井真
かつて、カオルが在学していたアストロノーツ（宇宙飛行士）養成学校の生徒。
カオルがアストロノーツ養成学校に在籍していた頃の同期生で、養成学校一の優等生であり、それと同時に高い人間性やリーダーシップにも富む。そのため、常にカオルからライバル視されていた。ルイ自身はカオルの実力を認めており、ルームメイトになった際には「前から友達になりたかった」と本人に告げている。ただしカオルは以後も頑なにルイと打ち解けようとはしなかった。後にカオルと共に臨んだ宇宙での共同実習中に事故に遭い、カオルに自らの夢を託して死亡する。
スペンサー先生
声 - くわはら利晃
第1話、2話のみ登場。ソリア学園の教員で、ルナが転入したクラスの担任。
校長
声 - 秋元羊介
第16話の回想シーンのみ登場。ソリア学園の校長。
シンゴの優秀な成績を称え、2学年飛び級での編入を認めた。

#### 脱獄囚
ザンテ監獄から脱獄した脱獄囚3人組。ルナ達と敵対する。
ブリンドー
声 - 森田順平
ザンテ監獄から脱獄した脱獄囚3人組の一人。口髭を蓄えた痩身長躯の男でリーダー格。性格は冷酷非情で、未成年者であるルナ達を手に掛ける事も躊躇わないほど。目的の為なら手段を選ばないが何事にも慎重で計算高い。武器は専用のレーザーガンで、銃の腕前はかなりのもの。小型爆弾の使用にも長けている。ジルバとボブとの3人で恒星間輸送船オリオン号をジャックするが、直後に重力嵐に遭い、ルナ達の無人惑星に漂着する。その際に遺跡から発信された救難信号をキャッチし、予想外の出来事ながらも即座に救助にやってきたフリをして応対し、姿勢制御ユニットを所持していることを聞き出した。
ルナ達との死闘の末、オリオン号に乗艦するが制御不能になり、緊急脱出装置はポルトによって全て使用不能にされたため、脱出の手段もなくなる。オリオン号は東の森の遺跡に墜落し、ジルバ・ボブとともに爆発に巻き込まれ、生死不明となる。
ジルバ
声 - 氷上恭子
ザンテ監獄から脱獄した脱獄囚3人組の一人。派手な服装とロングヘアが特徴的な女性。激情家で惨忍なサディスト。巨大トカゲも後ずさりしてしまう程の威圧感を持つ。武器は電気鞭と毒針銃を使用。特に鞭を使った戦闘を得意としている。顔を傷つけられる事を嫌っている。
ボブ
声 - 星野充昭
ザンテ監獄から脱獄した脱獄囚3人組の一人。あまり物事をよく考えない性格で、ブリンドーとは違い幾分熱くなりやすく、単細胞。巨漢で身体の半分を機械化しているサイボーグ。そのため、身体のあちこちに武器などが内蔵されている。かなりの怪力の持ち主。データ収集を得意としている。

#### 機械
ドローン
サヴァイヴが統括・管理している球形の小型警備ロボット。島にはいなかったが大陸ではテラフォーミングマシンを監視しており、サヴァイヴの宇宙船にも大量に配置されている。空中を浮遊しながら建物やその周辺を警備する役割を持つ。サヴァイヴとの通信のみならずドローン同士の交信性能も高く、侵入者や機械の不具合などの位置情報は瞬く間に各個体で共有され、その場に急行する。
熱線による殺傷能力の高い攻撃手段も持っており見つかるとかなり厄介だが、機体強度は高くなくダミーの故障信号にも簡単に引っかかり、高濃度の赤外線反射物質をかけられると故障してしまう。またあくまでサヴァイヴの命令によって攻撃を仕掛けてくるので、ルナ達がサヴァイヴと手を組んだ後は危害を加えることはなくなり、メンテナンス用として利用されるようになった。

#### 生物
惑星サヴァイヴに生息している特殊な生物とその特徴。名前の横の括弧内は登場した話数。
巨大海蛇（3,4,27）
最初に登場した生物で、大きな口と長い舌を持つ。海に不時着したルナたちを襲ってくるが、死闘の末なんとか浅瀬までシャトルを移動させ逃げきることができた。ブリンドーによってあっけなく殺される。
パグゥ（主に5,10,22,30など）
シャアラが命名した巨大で力持ちな草食の生き物。ゾウの様な体格とヤギのような角が特徴で、鼻部分が口となっている。アリクイの様な舌を持ち、大いなる木の葉っぱが大好物。当初はシャトルを破壊するなどして凶暴な生き物と思われていたが、後にルナたちと仲良くなる。おとなしく怖がりだが、家や船をつくる作業も手伝ってくれるなど孤島で長い間ルナたちを手助けしている。ルナたちと仲良くなったのは子供のパグゥで群れからはぐれてしまっていたのだが、冬に食糧がなくなり弱ってしまったため22話にみんなで協力して群れへと帰した。31話に再登場するが皮肉なことに人質となってしまう。大陸にも仲間が生息している。
巨大ウツボカズラ（5,12,32）
甘い香りで獲物をおびき寄せ、周囲に伸ばした蔓に触れたものを絡め取り溶解液で溶かしてしまう恐ろしい植物。植物なので動きは条件反射的なものであるため、枝などで蔓をすべて封じてしまえば問題ない。その果実はとても甘く、食料として当初はメンバーに人気があり、捕虫器は中の溶解液を捨ててシャワーの水を貯めるタンクに利用したり、はたまたブリンドー達の足止め用の罠として使ったり（失敗したが）と様々なことに用いられた。
漫画版では生態が多少異なり、蔓の中には可燃性の液体（油）が通っている。また植物でありながら自立移動が可能であり、ルナに火を放たれた際には炎上しながら逃亡していった。
トビハネ（主に6,8,14など）
飛び跳ねることが得意という意味でシャアラが命名。島に生息する生き物の中では珍しく小型でかわいらしい。ワラビーのような姿をしており、すばしっこくて捕まえるのが大変だが食糧にもなる。パグゥと同じ名持ちなだけあって多数話に度々登場し、18話では東の森でルナたちの倍近い大きさのトビハネも出てくる。
巨大トカゲ（主に6,10,13など）
巨大で凶暴なトカゲ。主にトビハネなどを捕食する。パグゥが天敵らしい。家の完成後も干物にしようとした魚を狙ってやって来た。かなりの強敵だったが、13話でみごと退治した。後に殺気立ったジルバの「巨大なトカゲでも出てこないのかねぇ」という愚痴を聞いてそそくさ逃げる描写もある。
巨大ロブスター（15,18,29）
島のテラフォーミングマシンの水場に生息する巨大なロブスター。内部に生体ナノマシンが入っており、それを使って操られている。アダムの強い想いに反応してルナ達を救ったこともある。
宇宙ダチョウ（40）
大陸の荒地に生息するダチョウ。

## 用語
無人惑星サヴァイヴ
ルナ達が事故により不時着し、サバイバル生活を送ることになる惑星。本作の舞台。「サヴァイヴ」は最終話にて、メインコンピュータ・サヴァイヴから取ってシャアラが命名した名前であり、正式な名称は不明。地球人にとっては未発見の惑星であり、作中ではこの星の住人であるアダムとの接触が異星人とのファーストコンタクトであるとも語られている。
惑星内環境は地球のものと酷似している。広大な海と陸地があり、地球人たるルナ達が何の装備もなくとも生存できる環境となっている。ただし大気成分の差異は、チャコ曰く「二酸化炭素濃度が通常の5倍」とのこと。
「無人惑星」の名の通り、作中描写ではアダム以外に生存している人間はいないが、1000年前までは人類（地球人とは異なる）が存在し、現在の地球人と同等かそれ以上の科学技術力を有し繁栄していた。それと同時に環境問題が深刻化し、謎の気候変動によって人類滅亡の危機に瀕した時、人類は他の住みよい惑星を求めて旅立った流浪の民と、惑星に残りテラフォーミング技術で自然環境を回復させる人々とに分かれた。わずかながら惑星に残った人類もメインコンピュータ・サヴァイヴの反乱によってほとんどが犠牲となった。以後、サヴァイヴは惑星全体のテラフォーミングマシンを統括し徐々に環境を回復させ、ルナ達がやって来る1000年後までに、人類が生活していけるレベルにまで持ち直した。
地球
人類の故郷である太陽系の惑星。21世紀中頃に異常気象や大規模地殻変動により人類が生活できる環境ではなくなり、ほとんどの人間は他の惑星のコロニーで生活している。
最終話において、テラフォーミングにより徐々に元の環境を取り戻しつつある地球の様子が描かれている。
重力嵐
宇宙空間における自然現象で、「重力場の乱れ」とも表現される。21世紀後半に発見され、付近の重力をかき回すため様々な被害が発生する。
発生原因や起こりうる被害については詳細に描写されていないが、渦潮のようにルナ達の避難シャトルや輸送船を飲み込み、異なる宇宙空間へ放出するというワームホールのような現象を起こしている。
またその他の天体と同じく重力嵐自体が宇宙空間内を移動しており、物語終盤ではルナ達の不時着した惑星の近くに出現し、地殻変動を起こすなどの悪影響を及ぼしていた。シンゴとチャコの両名は地質調査を元に、1000年前に起きたという「人類を滅亡寸前に追いやった大規模な地殻・気候変動」の原因について、（人類による環境破壊活動を除けば）重力嵐による影響の可能性があると推測している。アダムの両親達は「環境破壊を繰り返す人間への罰」などと原因不明のものとして捉え、星全体の環境情報を統括しているサヴァイヴでさえ、惑星外部の天体に原因があるということには気付かず、重力嵐の惑星衝突まで3日という時点に至ってようやくその存在を認識した。
大いなる木
孤島の湖畔に立つ大きな木。シャアラが命名。葉はパグゥの好物だが、彼の鼻では届かないぐらいの大きさ。
後にみんなのいえの土台になる。
みんなのいえ
大いなる木の上に出来た、ルナたちのベースキャンプ。ルナ達が乗っていた避難シャトルの廃材などが使われている。
滑車がついており、それを使って上に登れる。滑車は大トカゲを退治する際にも罠として使われた。
男子部屋と女子部屋に分かれ、皆が集まる食卓もある。後にシャワーやトイレ、芋畑も周辺に作られた。
フェアリーレイク（妖精の湖）
ルナ、ハワード、メノリの三人で見つけた湖。命名はシャアラ。
湖畔に大いなる木があり、ルナ達の水を得るなど生活の拠点となる。
スターホール
突然気候が寒くなった際、ベルの提言で引っ越した洞窟の名前。シャアラが命名。「みんなのいえ」よりも暖かく保温性に優れている。
恒星間輸送船オリオン号
アダムの遺跡の通信機から発した救難信号を受け取り、惑星に不時着した船。
その名の通り様々な工業製品を載せた輸送船だが、とあるコロニーに停泊したところを隙を見て侵入した脱獄囚3人組に乗っ取られてしまい、重力嵐に飲み込まれてルナ達と同じく無人惑星に不時着する。この時に故障した姿勢制御ユニットをアダムの遺跡から調達してポルトやカオルの努力で再稼働するものの、脱獄囚たちとの攻防の末に操縦不能となって遺跡に突っ込み大爆発を起こし、宇宙船としての航行が不可能になってしまった。その後、森に落下した積荷の一部から無事な重力制御ユニットが見つかり、シンゴとポルトの設計で大陸へ行くための海を渡る帆船「オリオン号」として生まれ変わった。電力供給は太陽光発電（と思しきシステム）を採用しており、重力制御ユニット・姿勢制御ユニットの稼働により水面の上を低空飛行し、少しの風力でも帆を張って推進力を得ることができる。地上でも同じく低空飛行しての移動が可能。しかし、たどり着いた大陸を横断する途中で砂漠の流砂に飲まれ、その役目を終えた。

## スタッフ
- 監督 - 矢野雄一郎
- シリーズ構成 - 米村正二
- キャラクター原案 - 江口寿史
- キャラクターデザイン - 滝口禎一
- 設定 - 横堀久雄
- 美術監督 - 白石誠
- 色彩設計 - 山本智子
- 音楽 - 羽毛田丈史
- 録音監督 - 佐藤敏夫
- アニメーション制作 - マッドハウス、テレコム・アニメーションフィルム
- アニメーションプロデューサー - 丸山正雄、竹内孝次
- プロデューサー - 松本寿子（第1話 - 第41話）
- 制作統括 - 中澤俊哉（第1話 - 第41話）→冨永慎一・松本寿子（第42話 - 第52話）
- 共同制作 - NHKエンタープライズ21
- 制作 - NHK

## 主題歌
オープニングテーマ「僕らのメッセージ」
作詞・作曲 - 玉城千春 / 編曲 - 重実徹 / 歌 - kiroro
備考：第37話からオープニング曲の映像の一部が変更。
エンディングテーマ「Sunny Side Hill」
作詞 - 伊藤利恵子 / 作曲 - 北川勝利 / 編曲 - ROUND TABLE / 歌 - ROUND TABLE featuring Nino
備考：第37話からエンディング曲の映像の一部が変更。最終回でさらに一部が変更。

## 各話リスト
- サブタイトルは全て、そのエピソード中で発せられたセリフになっている。

| 話数   | サブタイトル                   | 脚本     | 絵コンテ            | 演出                | 作画監督        | 本放送日        |
| ------ | ------------------------------ | -------- | ------------------- | ------------------- | --------------- | --------------- |
| 第1話  | 転校生、ルナです!              | 米村正二 | 矢野雄一郎          | 辻泰永              | 中路景子        | 2003年 10月16日 |
| 第2話  | 回避は不可能!?                 | 米村正二 | 友永和秀            | 辻泰永              | 宮本佐和子      | 10月23日        |
| 第3話  | ほんものの風、ほんものの海     | 米村正二 | 富沢信雄            | 富沢信雄            | 蘇武裕子        | 10月30日        |
| 第4話  | 私たち、どうなっちゃうの!      | 米村正二 | 友永和秀            | 辻泰永              | 馬場健          | 11月13日        |
| 第5話  | シャアラ、負けちゃダメ!        | 福嶋幸典 | 富沢信雄            | 小山田桂子          | 宮本佐和子      | 11月20日        |
| 第6話  | 僕らはゲームをしてるんじゃない | 望月武   | 友永和秀            | 辻泰永              | 蘇武裕子        | 11月27日        |
| 第7話  | まだ歩き始めたばかり           | 望月武   | 富沢信雄            | 辻泰永              | 馬場健          | 12月4日         |
| 第8話  | 生きるために大切なこと         | 米村正二 | 友永和秀            | 小山田桂子          | 安留雅弥        | 12月11日        |
| 第9話  | きっと仲良く暮らせる           | 米村正二 | 富沢信雄            | 辻泰永              | 八崎健二        | 12月18日        |
| 第10話 | 家をつくろう                   | 望月武   | 友永和秀            | 岡崎幸男            | 村上勉          | 12月25日        |
| 第11話 | 優しいメロディー               | 米村正二 | 島津聡行            | 徒野将利            | 中路景子        | 2004年 1月8日   |
| 第12話 | みんなの家                     | 福嶋幸典 | 富沢信雄            | 辻泰永              | 宮本佐和子      | 1月15日         |
| 第13話 | ひとりじゃない                 | 望月武   | 友永和秀            | 沈相日              | 朴起徳          | 1月22日         |
| 第14話 | 声が聞こえた                   | 米村正二 | 富沢信雄            | 辻泰永              | 八崎健二        | 1月29日         |
| 第15話 | 何もかもが大きな森             | 福嶋幸典 | 友永和秀            | 辻泰永              | 馬場健          | 2月5日          |
| 第16話 | 僕だって帰りたいんだ           | 望月武   | しまづ聡行          | 岡崎幸男            | 村上勉          | 2月12日         |
| 第17話 | 心はいつも青空                 | 米村正二 | 富沢信雄            | 古谷渓一郎          | 宮本佐和子      | 2月19日         |
| 第18話 | これが東の森!?                 | 福嶋幸典 | 友永和秀            | 辻泰永              | 蘇武裕子        | 2月26日         |
| 第19話 | コノコヲ…タノム…               | 米村正二 | しまづ聡行          | 沈相日              | 朴起徳          | 3月4日          |
| 第20話 | ア・ダ・ム                     | 望月武   | 富沢信雄            | 辻泰永              | 滝口禎一        | 3月11日         |
| 第21話 | 冬がやってくる                 | 福嶋幸典 | 友永和秀            | 古谷渓一郎          | 八崎健二        | 3月18日         |
| 第22話 | さよならはいやだ               | 米村正二 | 富沢信雄            | 小山田桂子 巌上路   | 滝口禎一 崔宇植 | 3月25日         |
| 第23話 | 光の中に                       | 米村正二 | 友永和秀            | 辻泰永              | 蘇武裕子        | 4月1日          |
| 第24話 | 誰? 誰なの?                    | 福嶋幸典 | 増田敏彦            | 小山田桂子 劉承薫   | 滝口禎一 朴起徳 | 4月8日          |
| 第25話 | 未来のために                   | 望月武   | 水本葉月 矢野雄一郎 | 辻泰永              | 中路景子        | 4月15日         |
| 第26話 | 応答願います                   | 米村正二 | 飯島正勝            | 飯島正勝            | 池下博紀        | 4月22日         |
| 第27話 | しぶとい奴ら                   | 福嶋幸典 | しまづ聡行          | 小山田桂子 岡崎幸男 | 村上勉 滝口禎一 | 4月29日         |
| 第28話 | これもみんなのため             | 福嶋幸典 | 富沢信雄            | 古谷渓一郎          | 八崎健二        | 5月6日          |
| 第29話 | ぼくにもやっと…                | 米村正二 | 友永和秀            | 辻泰永              | 野口寛明        | 5月13日         |
| 第30話 | どうすればいいの               | 福嶋幸典 | 増田敏彦            | 辻泰永              | 馬場健          | 5月20日         |
| 第31話 | 俺たちはきっとやれる           | 山田由香 | しまづ聡行          | 小山田桂子 梁柄吉   | 滝口禎一 朴起徳 | 5月27日         |
| 第32話 | 急げ!!                         | 米村正二 | 富沢信雄            | 小山田桂子 劉承薫   | 滝口禎一 朴起徳 | 6月3日          |
| 第33話 | 浮上開始                       | 米村正二 | 友永和秀            | 夕澄慶英            | 宮本佐和子      | 6月10日         |
| 第34話 | 大陸へ行く?!                   | 福嶋幸典 | 増田敏彦            | 小山田桂子 巖上鎔   | 滝口禎一 崔宇植 | 6月17日         |
| 第35話 | 十分な材料もないのに           | 米村正二 | しまづ聡行          | 小山田桂子 李學彬   | 滝口禎一 金成莞 | 6月24日         |
| 第36話 | とても大事な仲間です           | 山田由香 | 増田敏彦            | 辻泰永              | をがわいちろを  | 7月1日          |
| 第37話 | 弱音を吐くな                   | 山田由香 | 友永和秀            | 夕澄慶英            | 宮本佐和子      | 7月8日          |
| 第38話 | 私、負けないよ                 | 米村正二 | 矢野雄一郎          | 辻泰永              | 中路景子        | 7月15日         |
| 第39話 | どうしてそんなものが           | 福嶋幸典 | しまづ聡行          | 辻泰永              | 蘇武裕子        | 7月22日         |
| 第40話 | とうとう着いた                 | 山田由香 | 森田宏幸            | 小山田桂子          | 滝口禎一 梁柄吉 | 7月29日         |
| 第41話 | だから行かなくちゃ             | 米村正二 | 友永和秀            | 小山田桂子          | 蘇武裕子        | 8月5日          |
| 第42話 | 不思議な力                     | 米村正二 | 矢野雄一郎          | 小山田桂子 李學彬   | 滝口禎一 金成莞 | 8月12日         |
| 第43話 | 一緒にコロニーに帰るんだ       | 山田由香 | 飯島正勝            | 辻泰永              | 馬場健          | 8月19日         |
| 第44話 | ハワードが助けてくれた         | 福嶋幸典 | しまづ聡行          | 小山田桂子 梁柄吉   | 滝口禎一 朴起徳 | 8月26日         |
| 第45話 | お父さん! お母さん!            | 米村正二 | 友永和秀            | 辻泰永              | 毛利志乃舞      | 9月2日          |
| 第46話 | 会いたかった                   | 山田由香 | 森田宏幸            | 小山田桂子          | 宮本佐和子      | 9月9日          |
| 第47話 | 始めるぞ!                      | 福嶋幸典 | 飯島正勝            | 小山田桂子 李學彬   | 滝口禎一 金成莞 | 9月16日         |
| 第48話 | あなたはあなたじゃない         | 米村正二 | 夕澄慶英            | 夕澄慶英 梁柄吉     | 蘇武裕子 朴起徳 | 9月30日         |
| 第49話 | このままだとこの星が…          | 山田由香 | 矢野雄一郎          | 矢野雄一郎          | 西澤千恵        | 10月7日         |
| 第50話 | この星が好きだから             | 福嶋幸典 | しまづ聡行          | 小山田桂子 李學彬   | 滝口禎一 金成莞 | 10月14日        |
| 第51話 | 死ぬために行くんじゃない       | 米村正二 | 友永和秀            | 辻泰永              | 中路景子        | 10月21日        |
| 第52話 | みんなのところへ               | 米村正二 | 矢野雄一郎          | 矢野雄一郎          | 滝口禎一        | 10月28日        |

## 放送データ

### 本放送
- 2003年10月16日 - 2004年10月28日 毎週木曜 19時30分 - 20時00分（終了後は未来少年コナンの再放送）
- スペシャル版
  - NHK教育で、2004年1月1日午前10時30分 - 11時59分と1月12日午前9時00分 - 10時29分（再放送）に「スペシャル版」が放送された。今までの放送をダイジェストで振り返る形式で、無人惑星サヴァイヴに遭難してから家を作ろうとするまでを新作シーンを織り交ぜながら放送された（DVD-BOX 2に収録）。
  - NHK教育で、2005年1月2日午前9時00分 - 10時29分と同午後5時00分 - 6時29分（再放送）に「スペシャル版 2」が放送された。成長した主人公ルナが、修学旅行の途中で無人惑星サヴァイヴに遭難してから帰還するまでの体験を新作映像も織り交ぜながら振り返って紹介する形式で放送された（DVD未収録）。
  - NHK衛星第二・BS-2で、2006年8月の「BS夏休みアニメ特選」枠内にてスペシャル版後半（2）が放送された。

### 再放送
- NHK教育テレビ
  - 2005年6月23日 - 2006年3月16日 毎週木曜 0時25分 - 0時50分（水曜深夜）
    - 2005年6月23日 - 12月15日 0時25分 - 0時50分（1週1話放送で、第1話-第26話まで）
      - ふたつのスピカ再放送の後番組（木曜 0時25分 - 0時50分枠）

    - 2005年12月22日 - 2006年3月15日 0時00分 - 0時50分（1週2話放送で、第27話-第52話（最終話））
      - （上記0時25分 - 0時50分枠に0時00分 - 0時25分枠を加えて50分放送となり、1週2話放送となる。）
      - 今日からマ王!の後番組（木曜 0時00分 - 0時25分枠）
      - 後番組 2006年3月22日 0時00分 - 0時30分 おでんくんスペシャル（再放送）、0時00分 - 0時45分 伝説の画家藤田嗣治、0時45分 - 0時50分 NHKプレマップ
- NHKデジタル教育3
  - 2004年10月1日 - 2005年4月1日 毎週金曜 23時00分 - 23時50分（1週2話放送）
- NHK衛星ハイビジョン
  - 2009年4月1日 - 毎週水曜 19時25分 - 19時50分（「ハイビジョンアニメシリーズ」内）
- キッズステーション
  - 2012年8月1日 - 10月3日 土日除く毎日 18時30分 - 19時00分、再放送 5時27分 - 6時30分

## 関連作品

### コミック版
NHK出版より刊行された単行本描き下ろし作品。全2巻。作者は長谷川裕一と大庭園の連名。
- 第1巻 2004年3月30日初版･ISBN 4-14-454082-0
- 第2巻 2004年5月30日初版･ISBN 4-14-454083-9

このコミック版は、長谷川裕一が構成、大庭園（本来は長谷川裕一のアシスタントである）が作画を担当。なお、長谷川裕一は1995年にNHK出版でコミック版『飛べ!イサミ』を手がけている（同作はNHKオリジナルアニメの第1作目であり、NHK地上波の新作アニメ枠の作品としては本作の4作品前にあたる）。また、このコミック版は従来のNHK出版のコミックスよりも判型が大きいものである。
アニメとの差異
大筋は同じだが、大きく異なる点は以下の通り。
- アダムはこの惑星のテラフォーミングを行なおうとした別の惑星から来た宇宙人の生き残りであり、惑星には元々文明は無かった。
- 島にあるテラフォーミングマシンにあった、黄金スペースシャトル似の宇宙船を使って惑星脱出を試みるが、ルナが取り残されたため引き返し、助けが来るまで惑星で暮らすことを決意する。
- 物語は島の出来事で終始し、大陸へは行かない。そのため脱獄囚やサヴァイヴも登場しない。

### ドラマCD
- 無人惑星サヴァイヴ スペシャルドラマ & キャラソンやでェ〜〜！（2004年2月21日発売、品番: VICL-61293）